# Europees kampioenschap volleybal junioren 2012 (mannen)
Deze pagina beschrijft het Europees kampioenschap volleybal voor junioren in het jaar 2012. Het toernooi staat onder de auspiciën van de CEV.

## Mannen
Het toernooi voor de mannen werd gehouden van 24 augustus tot en met 2 september 2012 in Denemarken en Polen. De titelhouder zijn de jongeren uit Rusland.

### Geplaatste teams
- Gastlanden
  -  Denemarken
  -  Polen
- Top 3 Europees kampioenschap volleybal junioren 2010
  -  Rusland
  -  Bulgarije
  -  Servië
- Gekwalificeerd na de kwalificaties
  -  Griekenland
  -  België
  -  Spanje
  -  Turkije
  -  Finland
  -  Italië
  -  Duitsland

#### Groepsfase

##### Groep A
|      |         |     | Wedstrijden | Wedstrijden | Sets | Sets | Sets |
| Rank | Team    | Pts | W           | L           | W    | L    |      |
| ---- | ------- | --- | ----------- | ----------- | ---- | ---- | ---- |
| 1    | Italië  | 12  | 4           | 1           | 14   | 5    |      |
| 2    | België  | 11  | 4           | 1           | 12   | 5    |      |
| 3    | Polen   | 10  | 3           | 2           | 13   | 9    |      |
| 4    | Rusland | 8   | 3           | 2           | 9    | 8    |      |
| 5    | Servië  | 3   | 1           | 4           | 3    | 13   |      |
| 6    | Finland | 1   | 0           | 5           | 4    | 15   |      |

### Groep B
|      |             |     | Wedstrijden | Wedstrijden | Sets | Sets | Sets |
| Rank | Team        | Pts | W           | L           | W    | L    |      |
| ---- | ----------- | --- | ----------- | ----------- | ---- | ---- | ---- |
| 1    | Spanje      | 14  | 5           | 0           | 15   | 3    |      |
| 2    | Turkije     | 11  | 3           | 2           | 13   | 7    |      |
| 3    | Bulgarije   | 10  | 4           | 1           | 12   | 7    |      |
| 4    | Duitsland   | 5   | 2           | 3           | 7    | 12   |      |
| 5    | Griekenland | 5   | 1           | 4           | 8    | 13   |      |
| 6    | Denemarken  | 0   | 0           | 5           | 2    | 15   |      |

##### Halve finale
| Datum            | Tijd  |        | Score |         | Set 1 | Set 2 | Set 3 | Set 4 | Set 5 | Totaal |
| ---------------- | ----- | ------ | ----- | ------- | ----- | ----- | ----- | ----- | ----- | ------ |
| 1 september 2012 | 18:00 | Italië | 3-1   | Turkije | 25-14 | 23-25 | 25-22 | 25-20 |       | 98-81  |
| 1 september 2012 | 20:30 | België | 1-3   | Spanje  | 23-25 | 21-25 | 25-21 | 16-25 |       | 85-96  |

##### Finale
| Datum            | Tijd  |        | Score |        | Set 1 | Set 2 | Set 3 | Set 4 | Set 5 | Totaal |
| ---------------- | ----- | ------ | ----- | ------ | ----- | ----- | ----- | ----- | ----- | ------ |
| 2 september 2012 | 18:00 | Italië | 3-1   | Spanje | 25-21 | 14-25 | 25-23 | 25-22 |       | 89-91  |